# 2093 Genichesk
A 2093 Genichesk (ideiglenes jelöléssel 1971 HX) a Naprendszer kisbolygóövében található aszteroida. Tamara Mihajlovna Szmirnova fedezte fel 1971. április 28-án. A Fekete-tenger partján fekvő Henyicseszk (oroszul: Genyicseszk) ukrán kikötő- és üdülővárosról nevezték el.